# Hans-Jürgen Dörner
Hans-Jürgen Dörner   (Görlitz, 25 de gener de 1951 - Dresden, 19 de gener de 2022), dit Dixie, fou un futbolista alemany de la dècada de 1970.
Fou 96 cops internacional amb la selecció alemanya democràtica, amb la qual guanyà la medalla d'or als Jocs Olímpics de 1976.
Pel que fa a clubs, defensà els colors de Dynamo Dresden. Va marcar 65 gols en 392 partits. al club.

## Palmarès
- Lliga de la RDA de futbol (5): 1970-71, 1972-73, 1975-76, 1976-77, 1977-78
- Copa de la RDA de futbol (5): 1970-71, 1976-77, 1981-82, 1983-84, 1984-85